# Perry Hoberman
Perry Hoberman (1954) és un artista multimèdia, d'instal·lació i performance dels Estats Units. La seva carrera inclou col·laboracions amb Laurie Anderson i la divisió de nous mitjans de la University of Southern California. Ha impartit docència a la Cooper Union School of Art, al San Francisco Art Institute i al departament d'art informàtic a l'escola d'arts visuals de Nova York. És professor associat a l'Interactive Media Division de l'escola de cinema i televisió de la University of Southern California, i també és artista visitant al California Institute of the Arts.

## Obra
El treball de Hoberman se centra en la naturalesa interactiva de la gent i la tecnologia. Bar Code Hotel i Systems Maintenance són dues exposicions que incideixen clarament en aquest aspecte.

### Bar Code Hotel
Aquest projecte recicla els símbols que són omnipresents als productes de consum i crea una interfície multiusuari vers un entorn virtual rebel. El públic influencia i interacciona de manera simultània amb objectes creats per ordinador en una projecció en tres dimensions sobredimensionada, escanejant i transmetent de manera instantània al sistema informàtic tot d'informació en forma de codis de barres. Cada objecte correspon a un usuari diferent, i existeix com un agent semiautònom, que només està de manera parcial sota el control dels seus col·laboradors humans.

### Systems Maintenance
Aquesta instal·lació consisteix en tres versions d'una habitació moblada. La primera la forma un conjunt de mobiliari a mida real instal·lat sobre una plataforma circular; la segona és una vista d'una habitació virtual a través del monitor d'un ordinador, i la tercera és una maqueta a 1/8 del natural, instal·lada sobre un pedestal. Cada versió de l'habitació és enregistrada per una càmera, i les tres imatges resultants es combinen en una projecció a gran escala, que el públic pot modificar tot canviant tant la disposició del mobiliari de la primera habitació com canviant l'orientació o la situació de les càmeres.

### Light tools o el ball del fanalet
El 1998 juntament amb el grup Galeria Virtual —integrat pels germans Roc i Narcís Parés, vinculats a l'experimentació entre art i noves tecnologies a la Universitat Pompeu Fabra—, va dur a terme una instal·lació a l'Espai 13 de la Fundació Joan Miró que permetia la interacció en temps real entre l'espai i el públic a través d'uns fanalets. La mostra, força ambiciosa, es va haver de muntar a la primera de les sales d'exposicions temporals de la Fundació a causa dels requisits tècnics.